# Bock a.d.H. Suddenbach

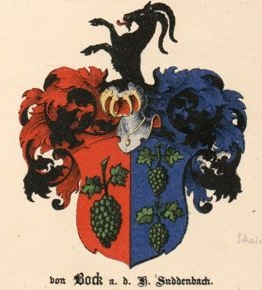
Wappen derer von Bock a.d.H. Suddenbach bei Klingspor

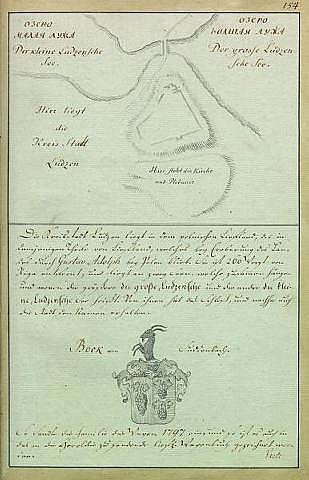

Bock aus dem Hause Suddenbach ist der Name eines erloschenen baltischen Adelsgeschlechts.
Da die Familie zeitgleich in Livland und Estland den Ritterschaften angehörte, ist sie insbesondere von den Bock a.d.H. Lachmes als nicht stammverwandt zu unterscheiden.

## Geschichte
Das Geschlecht soll mit Dirik Bock aus Hildesheim, Gesandter des Hochmeisters Werner von Orseln, nach Livland gekommen sein. Nach 1500 stellte die Familie Ratsherren in Dorpat und polnische Offiziere. Thomas Bock († vor 1631) erhielt 1854 von Stephan Báthory das Stammgut Suddenbach geschenkt. Er hat am 10. März 1600 auf dem Reichstag in Warschau eine Wappen- und Adelsrenovation empfangen. Seine Nachfahren standen zunächst in schwedischen, später in russischen Diensten. Die Familie wurde 1742, 1745 und 1747 mit den Häusern Sarenhof, Noister, Arrende und Arrohof bei der livländischen (Nr. 2) und 1745 als Bock a.d.H. Sarenhof, Noister und Suddenbach bei der estländischen Ritterschaft (Nr. 10) immatrikuliert. Der Mannesstamm hat um 1800 seinen Ausgang gefunden, mit Charlotte Sophie Elisabeth Gräfin Manteuffel auf Ringen, geb. Bock a.d.H. Suddenbach (1773–1830) ist das Geschlecht gänzlich erloschen.

## Angehörige
- Dietrich Bock, 1527 Comtur zu Reval
- George Johann von Bock a.d.H. Suddenbach († nach 1740), Ordnungsrichter und livländischer Landrat
- Berend Dietrich von Bock a.d.H. Suddenbach († nach 1725), livländischer Landrichter und Landrat

## Wappen
Das Wappen zeigt im von Gold und Blau gespaltenen Schild, vorn übereinander zwei, hinten eine rot-grüne Weinrebe, gestürzt an zweiblättrigen grünen Stielen. Auf dem gekröntem Helm mit blau-goldenen Decken ein wachsender goldener Bock.
Abweichend wir wird die vordere Schildhälfte rot, der Bock schwarz, linksgekehrt und die Decken blaugrün-rot tingiert.
Die livländische Linie führt das vordere Feld ebenfalls rot, jedoch die Reben vertauscht, den Helm ungekrönt mit schwarz-goldenen Decken, den Bock Grau.